# Jason Dourisseau
Jason Richard Dourisseau (Omaha, 7 dicembre 1983) è un ex cestista e allenatore di pallacanestro statunitense con cittadinanza olandese, professionista in Europa.

## Palmarès
- Campionato olandese: 5

Donar Groningen: 2009-10, 2013-14, 2015-16, 2016-17, 2017-18
- Coppa d'Olanda: 4

Donar Groningen: 2010, 2014, 2017, 2018
- Supercoppa d'Olanda: 2

Donar Groningen: 2015, 2017